# Wack Ngouna
Wack Ngouna (ou Wack N'gouna) est une localité du Sénégal, située à environ 45 km au sud de Kaolack.

## Administration
C'est une sous-préfecture du département de Nioro du Rip.

## Géographie
Les localités les plus proches sont Keur yoro khodia, Keur Mamour Koumba, Guine, Keur Omar Oumi, Keur Ndari et Keur Dinguere, Nguéyéne, Soukouta.

### Population
Selon le PEPAM (Programme d'eau potable et d'assainissement du Millénaire), le village de Wack Ngouna compterait 1 922 personnes et 180 ménages.

### Activités économiques
Le commerce et l'agriculture sont les activités principales